# Renato II de Rohan
Renato II de Rohan, miembro de la casa de Rohan, vizconde de Rohan, príncipe de Léon, vizconde de Ploërmel (Blain, 1550-1586), fue un líder de los hugonotes en Bretaña durante el reinado de Enrique IV de Francia. Renato II fue el segundo esposo de Catalina de Parthenay, heredera de una poderosa familia protestante del Poitou.
Hijo de Renato I de Rohan, un descendiente del duque Francisco I de Bretaña y su segunda esposa Isabel Estuardo y de Isabel de Navarra, hija de Juan III de Navarra y Catalina de Foix, reina de Navarra. Él era hermano de la desafortunada Francisca de Rohan. 
Comandante del ejército de Juana de Albret a los 19 años, cuando Enrique IV aún no era mayor de edad. Murió a los 36 años, fue también protector del matemático François Viète, que propondrá al parlamento de Rennes, a continuación, la posición de Maître des requêtes (auditor del Consejo de Estado).

## Biografía

### Infancia
Su madre era Isabel de Navarra, tía de Juana de Albret, Reina de  Navarra, lo que lo hace tío de Enrique III de Navarra (luego Enrique IV de Francia). Su padre era Renato I de Rohan príncipe de Léon, Conde de Porhoët, señor de Beauvoir y La Garnache, caballero de la orden del rey y capitán de una compañía de mando, nació en 1516 y murió el 20 de octubre de 1551.
Nacido en 1550, era el penúltimo hijo del matrimonio, su hermano mayor, Enrique I de Rohan (nacido en 1535) llevó antes de él, el título de vizconde de Rohan (pero su hermano era enfermo de gota y cálculos renales, y no puede tomar parte en relación con los disturbios militante de la época). Con él, otro hermano, Juan, y su hermana Francisca, los cuatro se convierten a la religión calvinista.
Su castillo de la familia se encontraba en Blain en Bretaña. Su padre murió cuando él tenía dos años, y Enrique fue criado por su madre con el fin de llegar a ser, en las palabras de Jacques-Auguste de Thou, et vir probus candidis moribus.

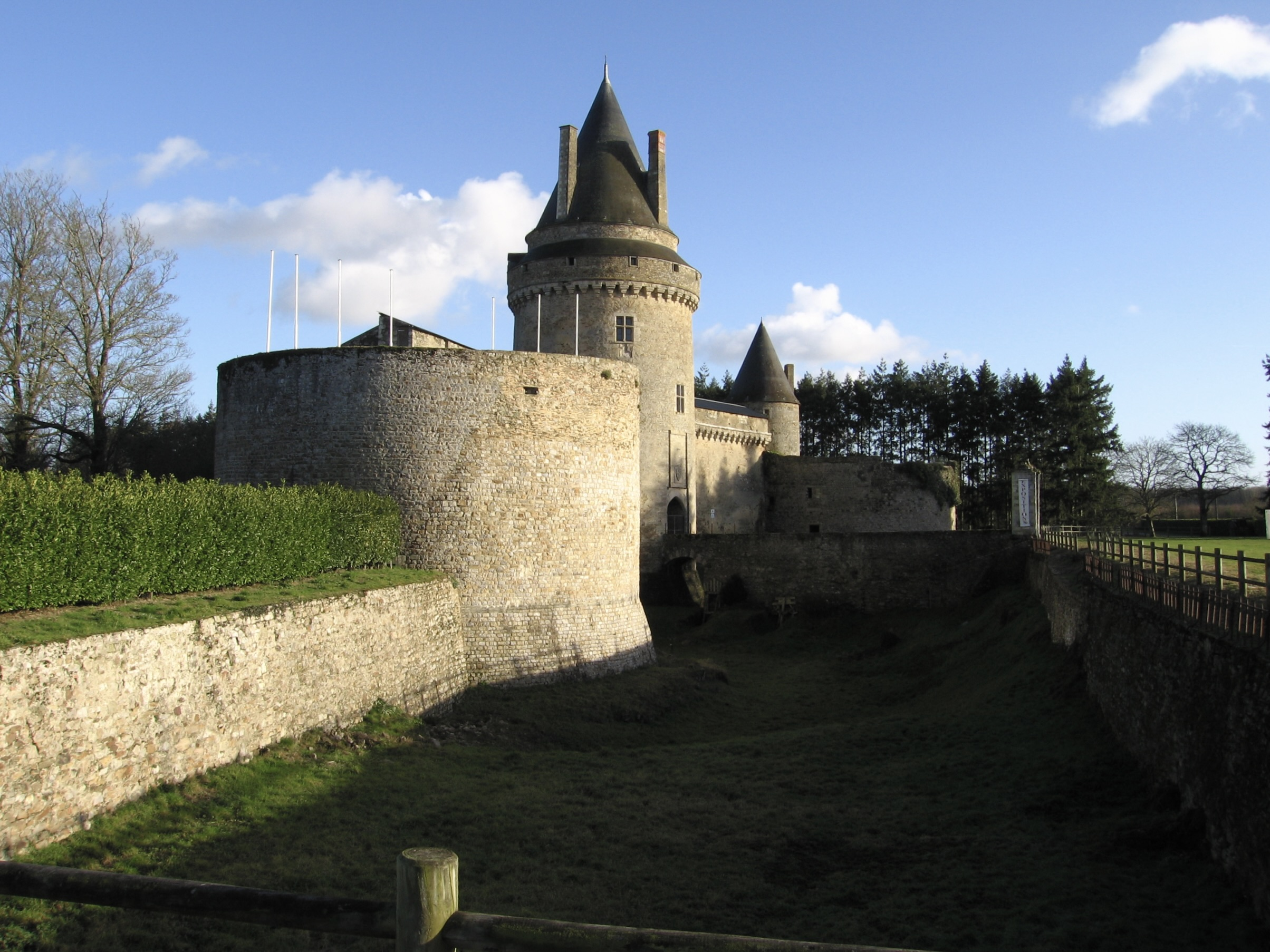
Castillo de Rohan, en Blain.

El 15 de febrero de 1566, su hermano mayor, el vizconde de Rohan se casó con Francisca de Tournemine, hija de Renato de Tournemine, señor de Hunandaye. Francisca de Tournemine era católica. Su madre, Isabel de Navarra, trata en vano de impedir el matrimonio desde Pontivy, donde se ha retirado, ella escribe a su hijo Juan, Señor de Frontenay:

 Pensando en la manera de hacer esta solicitud a Su Majestad, le ruego no fallar como yo, retirarse a mi casa de Bleign antes de que la ocupen y evitar que el mobiliario que es de otros principios, quede en otras manos, quiero que actúe en mi nombre, lo haré dar cuenta al Rey cuando él quiera

Juan tomó posesión del castillo de su hermano (de veinticinco años de edad) con una veintena de hombres armados, antes de que los recién casados llegan. Tomaron tapicería, cortinas de oro, muebles, y lo llevaron todo a Saintonge y Poitou.
Enrique I de Rohan, muy molesto, demanda a su hermano.

### Primeros hechos de armas
Renato de Rohan no empieza a dar que hablar de él hasta la batalla de Moncontour, cuando sólo con diecinueve años toma el nombre de la tierra de Pontivy (Renato Pontivy), pero se las arregla para mantener a su hermana en el castillo de Beauvoir-sur-Mer.
Después de doce días da paso a las tropas católicas al castillo, en condiciones honorables.
En 1570, Pontivy se retiró a La Rochelle, encuentra a su tía Juana de Albret, la amiga de su hermana, la señora de Soubise, Antonieta de Aubeterre y su hija, Catalina de Parthenay  con su marido, el barón Carlos de Quellenec huyendo de la ruta de la Jarnac. Tras la expulsión de los ejércitos católicos de Marans, Renato Pontivy, fue nombrado jefe de todas las tropas de los territorios del Angouinois por Juana de Albret (hasta la mayoría de edad del futuro rey Enrique IV). Después de Tonnay-Charente y toda la costa de Saintonge, Saintes se transfiere a él (y a Quellenec); el 8 de agosto de 1570 en Saint-Germain-en-Laye, la paz es firmada y se celebra el fin de la segunda guerra civil.
En 1571, el juicio de la Curia romana decide sobre la suerte de su hermana y se niega a reconocer su matrimonio "oral" con el duque de Nemours. El juicio de Roma está a favor de Jacobo de Saboya-Nemours, contra la señora Francisca de Rohan, sobre su matrimonio, el 5 de marzo de 1571. Poco después, para ayudar a esta desafortunada hermana seducida y luego abandonada por el más enérgico de los jóvenes católicos de la corte de Enrique II de Francia y sus sucesores, la familia de Rohan realiza la división de la herencia entre los hermanos Enrique, vizconde de Rohan, Renato de Rohan, Señor de Pontivy, Luis M. de Rohan, el hijo del príncipe René de Rohan y su hermana Francisca de Rohan, señora de Nemours, el 19 de junio el 1571.
Renato hereda Pontivy y su hermana, que los protestantes siguen llamando señora de Nemours, hereda La Garnache y Beauvoir-sur-Mer.
Después de la  masacre de San Bartolomé, Juan de Rohan escapa milagrosamente de París. El día antes, él está en las afueras Visdomino de Chartres, con el conde de Montgomery y muchos otros, al amanecer aparece en la salida para escapar y llegar a La Rochelle, seguido por las tropas de la guardia hasta Montfort. Por cierto testimonio, Enrique también estaba en París por la mañana, salvado por una carta anónima proveniente del Palacio.
Al año siguiente, se resiste el asedio de Lusignan, el duque de Montpensier, jefe de los católicos, golpeado por el heroísmo de los sitiados, ofrece las condiciones más honorables de la rendición. Permite a Renato de Frontenay y su comitiva a salir con armas y bagajes, y los soldados con sus fusiles, las mechas de los fusibles de descanso, y las banderas plegadas en cajas. Los funcionarios y sus familias pueden retirarse a La Rochelle.

### Catalina y Renato
Después de la muerte de Carlos de Quellenec, con quien luchó Rohan, Catalina de Parthenay regresó a La Rochelle. Catalina, la primera prometida del hijo del  almirante de Coligny se casó con el barón de Quellenec a los 14 años. Pero su matrimonio no se consumó. La petición de matrimonio de Renato es negada por Aubeterre, que no lo valora lo suficiente.
Parece que el matemático François Viète, entonces Secretario de Francisca de Rohan, después de haber sido el tutor de Catalina de Parthenay y secretario de Antonieta Aubeterre desempeñó un papel en la reconciliación de las dos casas.
Lo favorece la suerte: Enrique de Rohan, el hermano mayor enfermo de gota, después de haber firmado su testamento (grabado 25 de junio de 1575) murió el 12 de junio de 1575, con cuarenta años, dejando a una hija, Judit, quien a su vez murió doce días después de su padre. Renato se convierte en vizconde de Rohan, Conde de Porhoët, y nada se opone a sus deseos.
El contrato de matrimonio entre Renato vizconde de Rohan y de Catalina de Parthenay, firmado el 15 de agosto de 1575 y poco después, una transacción entre Francisca de Tournemine, heredera, viuda de Rohan y Renato vizconde de Rohan relativa a la herencia de la señora y la finca de su hija Judit de Rohan, de 26 de agosto de 1575 en el castillo de Blain por la joven pareja.
Catalina de Parthenay aporta al vizconde de Rohan: Soubise en Saintonge, Parc-Mouchamps en Bas-Poitou, Fresnay de Bretaña, La Garnache, Beauvoir-sur-Mer. Tiene veinte años y una educación superior a la de todas las mujeres de la época. Habla griego, latín, hebreo, es una apasionada de la astronomía, conoce las matemáticas. Ella es la que ha inspirado esta pasión a su antiguo preceptor.
Gracias a la influencia de Renato Rohan en  Carlos IX, se hace mención de su antiguo tutor François Vièteal Parlamento de Rennes en Bretaña, entonces, Maître des requêtes (auditor del Consejo de Estado), en París, por  Enrique III. Con Viète regresan las ventajas, ya que en 1579, durante la paz de la  Flers, François Viète consigue la elevación de los territorios de Loudon a ducado, y luego a la misma dama Francisca de Rohan por carta real de 16 de noviembre de 1579.

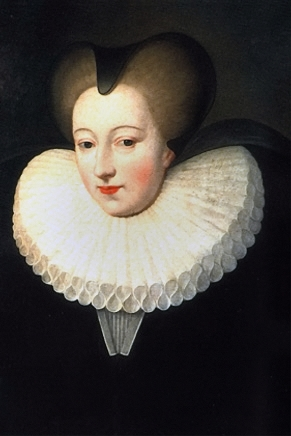
Catalina de Parthenay.

### El final trágico de un héroe
La Guerra Civil se reinicia en septiembre de 1585. Estos son los inicios de los abusos del duque de Mercoeur Felipe Emmanuel de Lorena, en Bretaña. Las tropas de Luis I de Borbón-Condé, atrapado entre Joyeuse, Mayenne y Biron, se dispersaron: Condé alcanzó Saint-Malo y se embarcó en Guernsey, Rohan se refugia en La Rochelle. 
Murió exhausto después de un año. Tenía treinta años y dejó una viuda y cinco niños menores de diez años en la tierra de Blain, amenazada por las tropas católicas.
1. Enriqueta, nacida en 1577.
2. Catalina, nacida en 1578, que se convirtió en la duquesa de Deux-Ponts (du Pons o de Pont) (dio una respuesta que habría hecho sentir orgulloso de Enrique IV de Francia, enamorado de ella: Señor, yo soy demasiado pobre para ser su esposa, pero también de noble familia para ser su amante).
3. Enrique II de Rohan, 21 de agosto de 1579, en el castillo de Blain, se convirtió así en el primer duque de Rohan.
4. Benjamín de Rohan-Soubise, nacido en 1583, conocido como su abuelo, Juan V de Parthenay, con el nombre de Soubise.
5. Ana de Rohan, nacida en 1584, famosa por sus poemas y versos y conocido por todo el tiempo.

Fue el vigésimo Vizconde de Rohan. De carácter austero y justo, considerado por sus enemigos, amado por sus súbditos, se decía de Él.

### Blain después de su muerte
Catalina, después de la muerte de su marido, deja Blain y vuelve a su lugar de origen. El duque de Mercoeur Felipe Emanuel de Lorena, al ver el castillo abandonado, asigna una pequeña guarnición de 25 soldados.
Pero en 1589, un caballero de los confines de Cordemais y Malville llamado Juan de Montauban du Goust, lo toma como un agente de la parte de los realistas. Una mañana se esconde a la entrada al castillo con 7 hombres. Él ve el puente que baja a dejar  algunos vagones de paja. Pronto desde atrás, entran en la zona vallada y desarman a la guarnición. Inmediatamente se reúne a 45 hombres de los alrededores. A la cabeza de 600 hombres de a pie y 2 escuadrones de caballeros que se presentaron la misma tarde, al día siguiente una fuerte tropa es comandada por Francisco Le Felle de Guébriant. De Guébriant se impacienta; no utilizando la fuerza, utiliza la astucia. Hace entrar a una joven en la guarnición con el pretexto de ir a ver a su hermano, pero en realidad es para dejar caer una cuerda durante la noche, con la que sus hombres pudieran llegar a la parte superior de las paredes. De Goust no cae en la trampa, ordenó a la chica a tirar de la cuerda para los soldados y 67 caen en la trampa. El asedio dura semanas, meses, hasta el día en que Felipe Emanuel de Lorena se presenta con su ejército y miles de españoles, en octubre de 1591. De Goust se vio obligado a capitular.
Cuando Catalina de Parthenay señora de Rohan regresa a su castillo, en 1598, lo encontró saqueado y quemado en parte. Hace hacer las reparaciones necesarias y vive allí unos años con sus hijos. Pero ella no podía permanecer inactiva. Deja Blain por su casa en Bas-Poitou, donde está más cerca del centro de la Reforma Protestante, La Rochelle.
Fue ella quien, en 1627, fue el alma de la revuelta de la ciudad. Derrotada, presa en el Castillo de  Niort, soporta con dignidad las consecuencias de su rebelión. Después de su muerte en (1631), su cuerpo, de acuerdo a su voluntad, fue trasladado a Blain para enterrarlo cerca del de su esposo Renato.